# Roseraies Orard

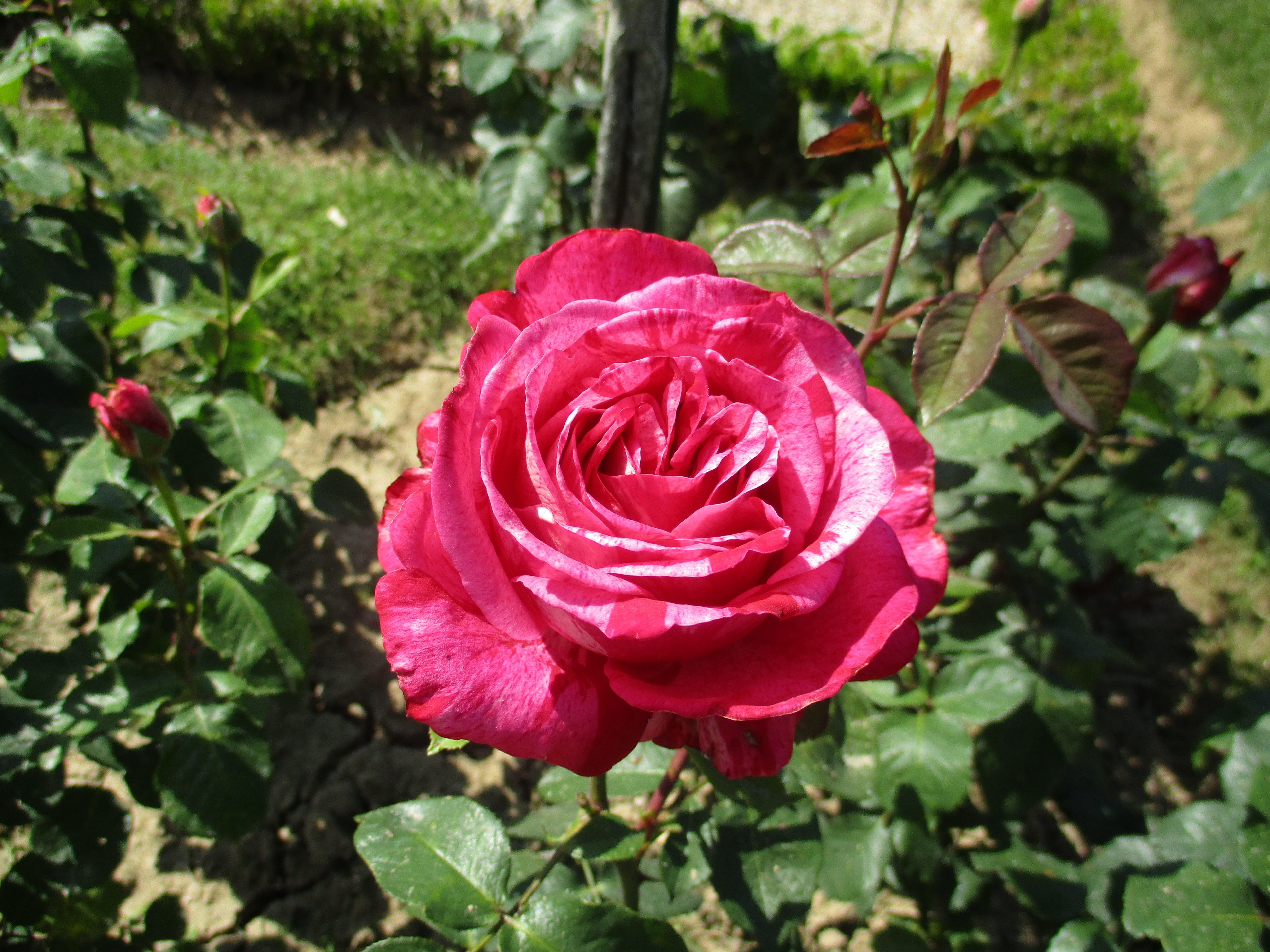
Rose 'Brigitte Bardot' (1994) à la roseraie de Bagatelle.

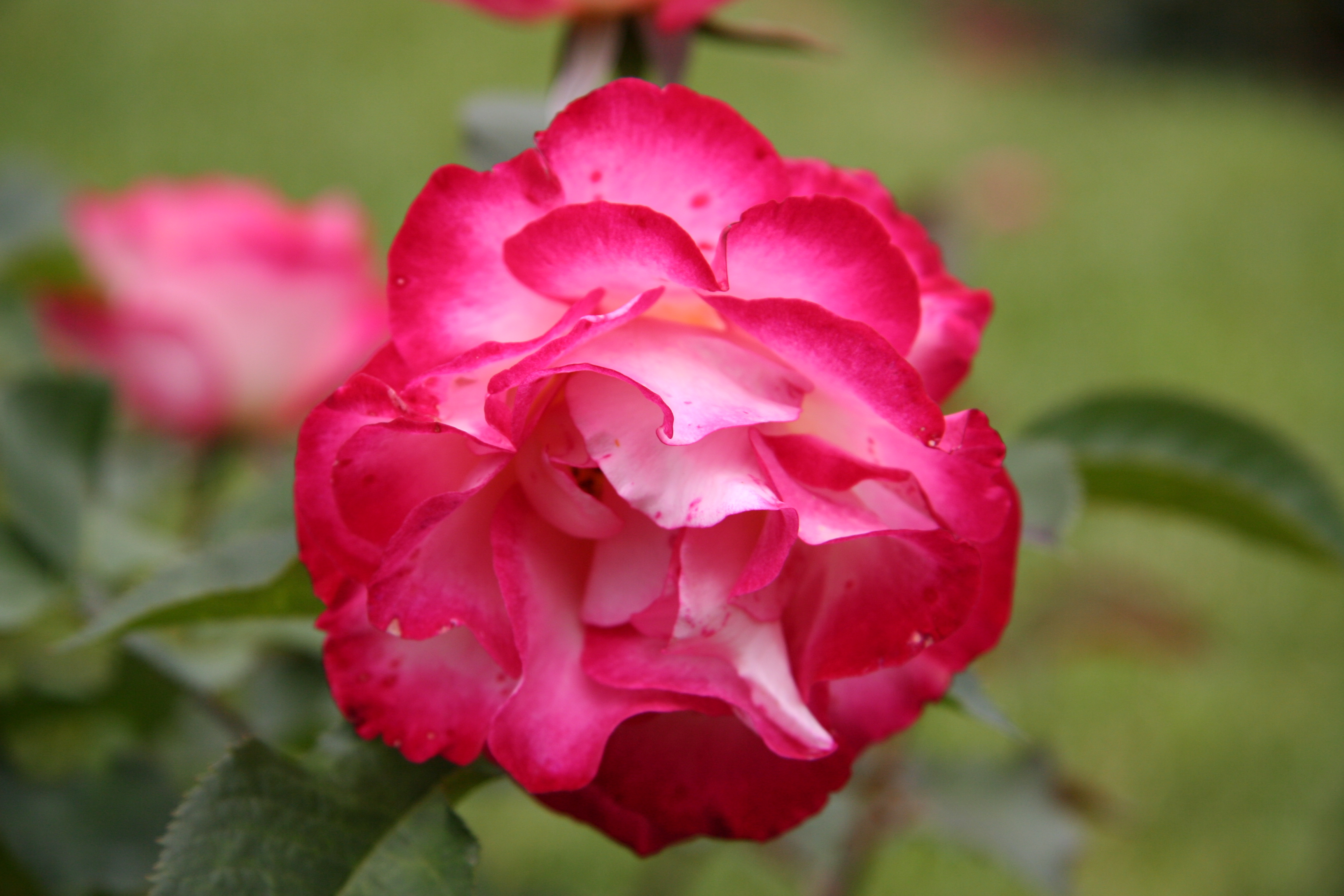
Rose 'Novaïa' (1996) à la roseraie de Bagatelle.

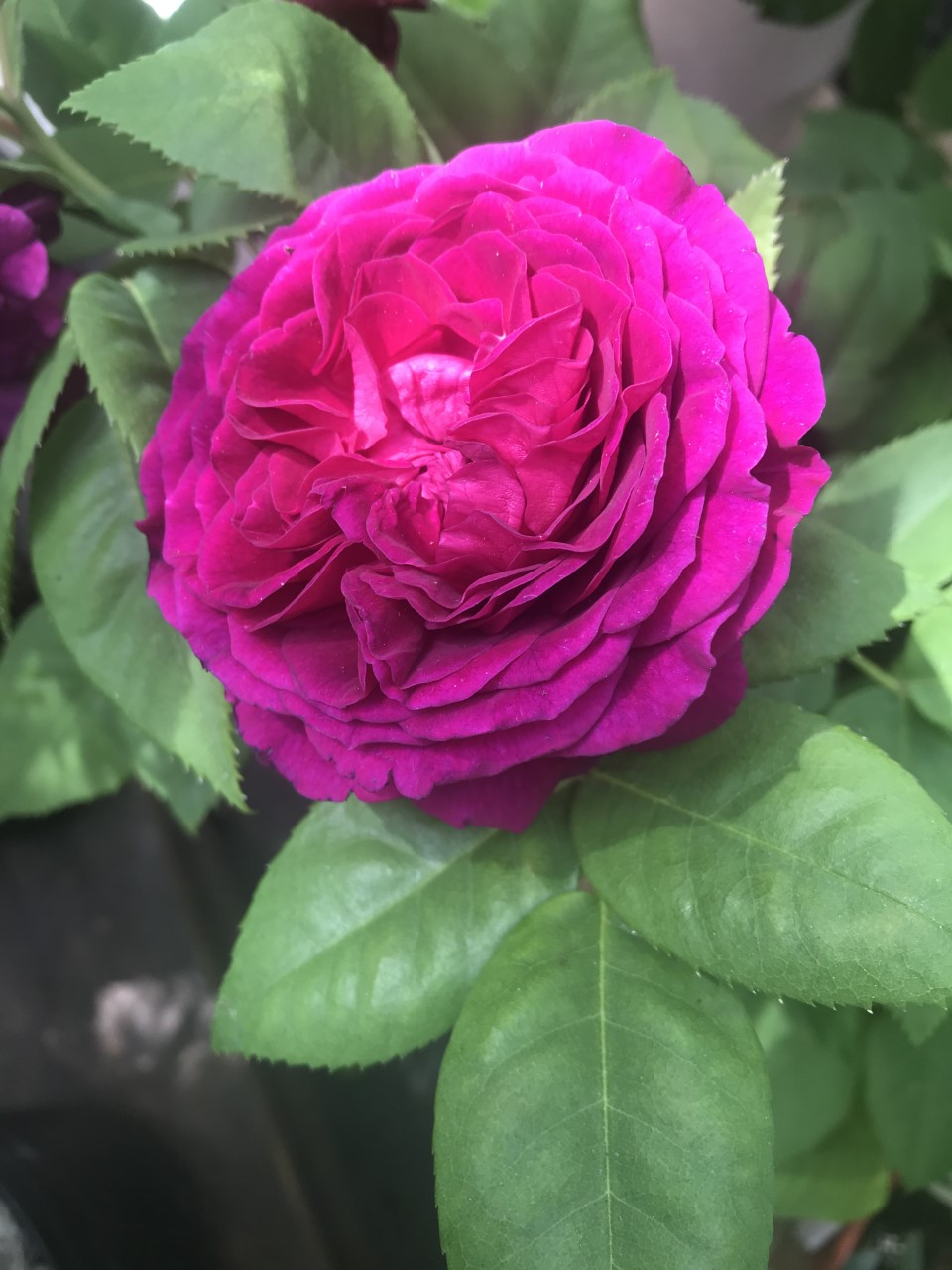
Rose 'Purple Lodge' (2007) au marché aux fleurs de Paris.

Les roseraies Orard, entreprise française fondée en 1930 par Pierre-Joseph Orard (1902-1942), est une pépinière spécialisée dans l'obtention, le négoce et la culture d'hybrides de roses depuis trois générations. Elle est installée à Feyzin dans le couloir rhodanien, à 12 kilomètres au sud de Lyon.

## Histoire
Le rosiériste Pierre-Joseph Orard, après avoir travaillé, puis dirigé, pendant dix ans les pépinières Bernaix, l'un des foyers les plus importants de l'école lyonnaise de la rose, ouvre sa propre entreprise à Feyzin sous le nom de « Au Jardin des Roses », non loin des roseraies Gaujard. Il cultive et commercialise des roses de l'obtenteur lyonnais Chambard, dont la fameuse 'Ville de Prague', élue plus belle rose de France en 1940. Il meurt d'un accident de la route en 1942, et il faut attendre les années 1950 pour que son fils Joseph redonne de l'élan à la pépinière, en créant de nouvelles variétés,  comme 'Fernand Point' (1964), 'Sourire d'Enfant' (1988), 'Brigitte Bardot' (1994) panachée rouge et blanc. Par la suite la troisième génération, Jean-Charles et Laurence Orard, ainsi que Pierre Orard prennent la relève. La rose blanche simple 'Anita Pereire' (1992) remporte le concours All-America Rose Selections et le prix de la roseraie de Bagatelle en 1996. Des cultivars fameux dans de nombreux catalogues internationaux voient le jour comme 'Purple Lodge' (2007), rosier arbustif aux fleurs de couleur violette, ou 'Abbatiale de Pontigny' (2014) de couleur rouge, 'Anne de Kiev' (2015) de couleur blanche, l'hybride de thé 'Muriel Robin' (2005), 'Princesse Sibilla de Luxembourg' (2006), le célèbre 'Reine des Parfums' (2010),, 'Summer Lodge' (2007) panachée d'orange de rouge et de jaune, 'Ville de Fontenay-aux-Roses' (2017) ou encore l'une des dernières, 'Jeanne Cœur' (2020), etc.

## Illustrations

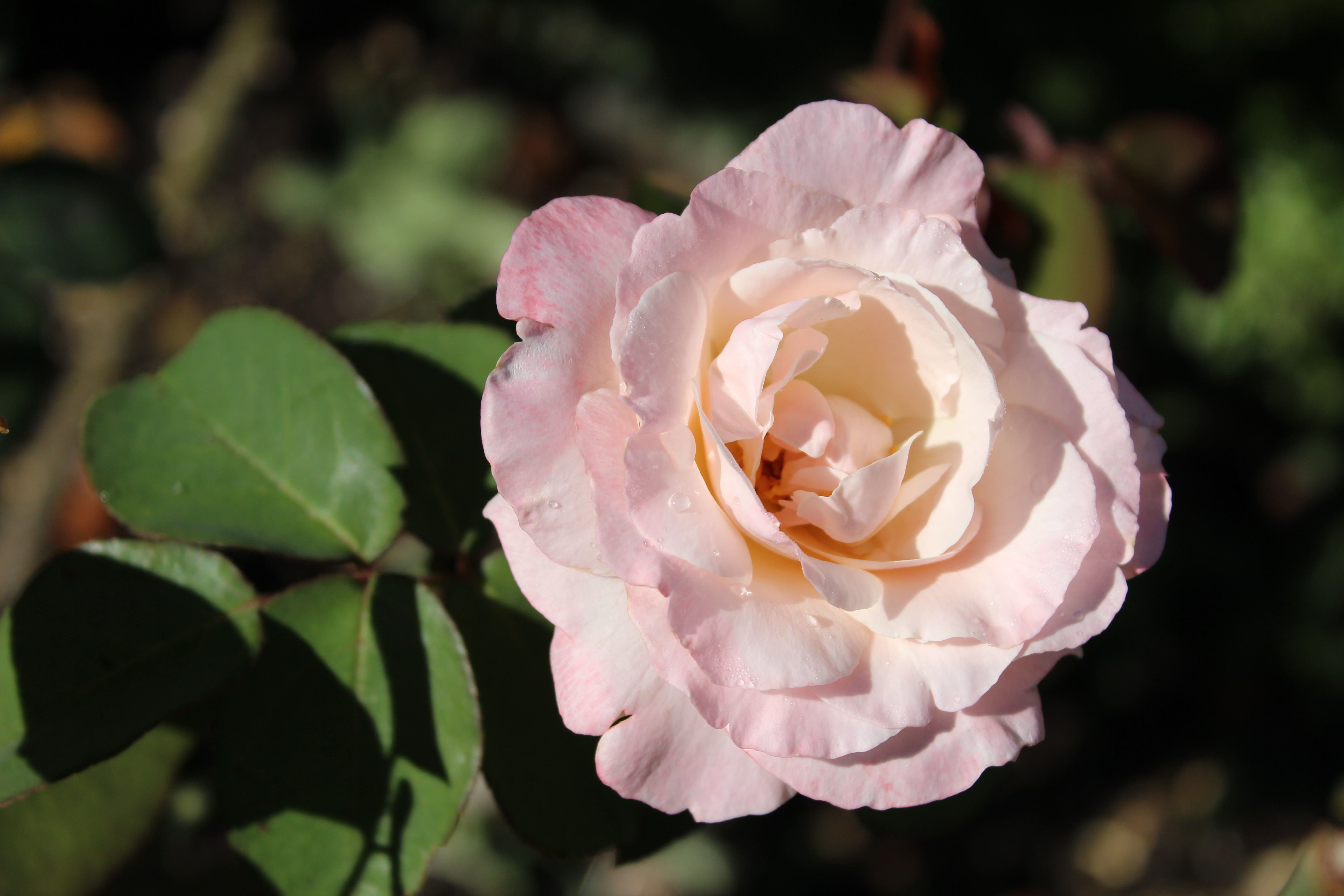
Rose 'Madeleine Rivoire' (1976)
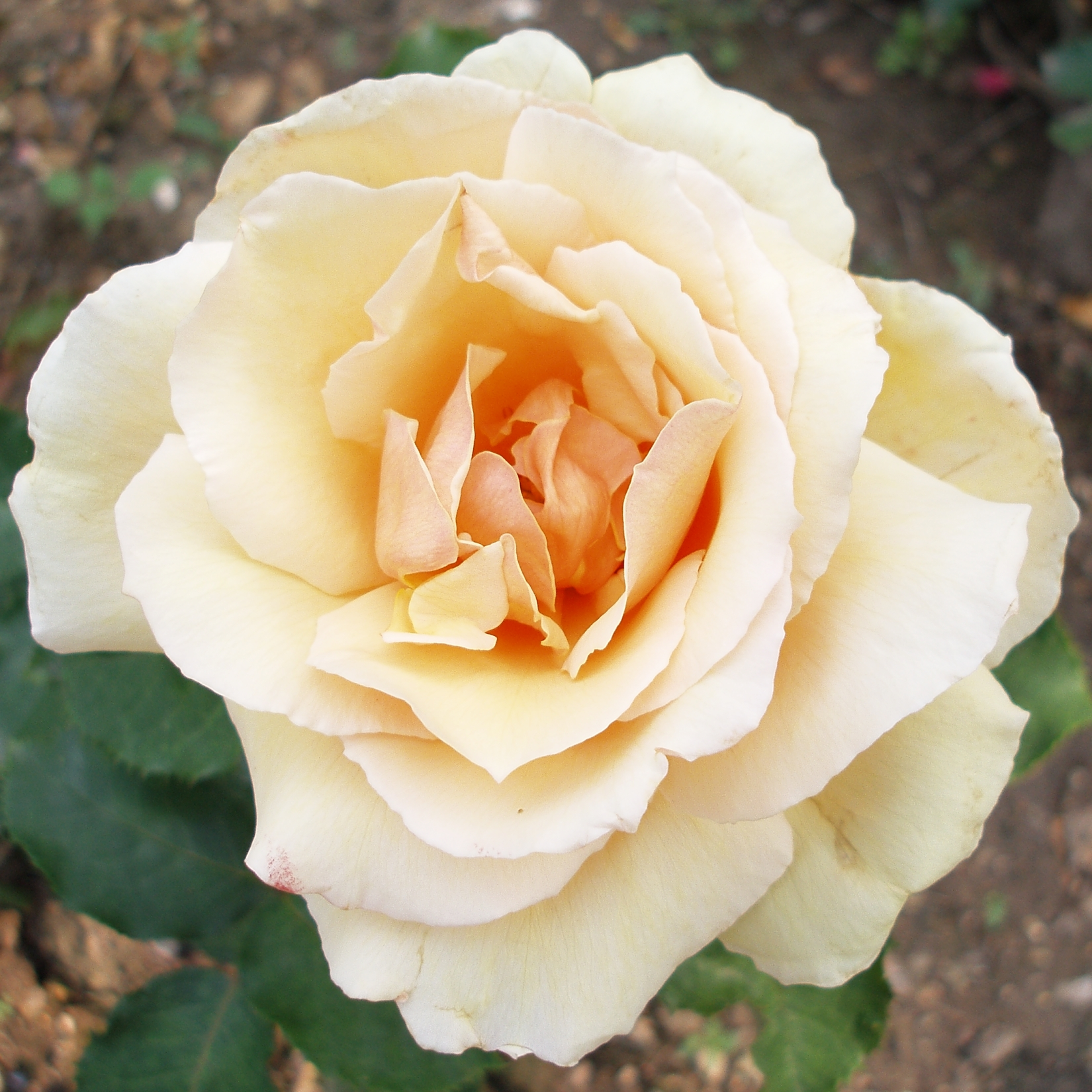
Rose 'À Caen la Paix' (1993)
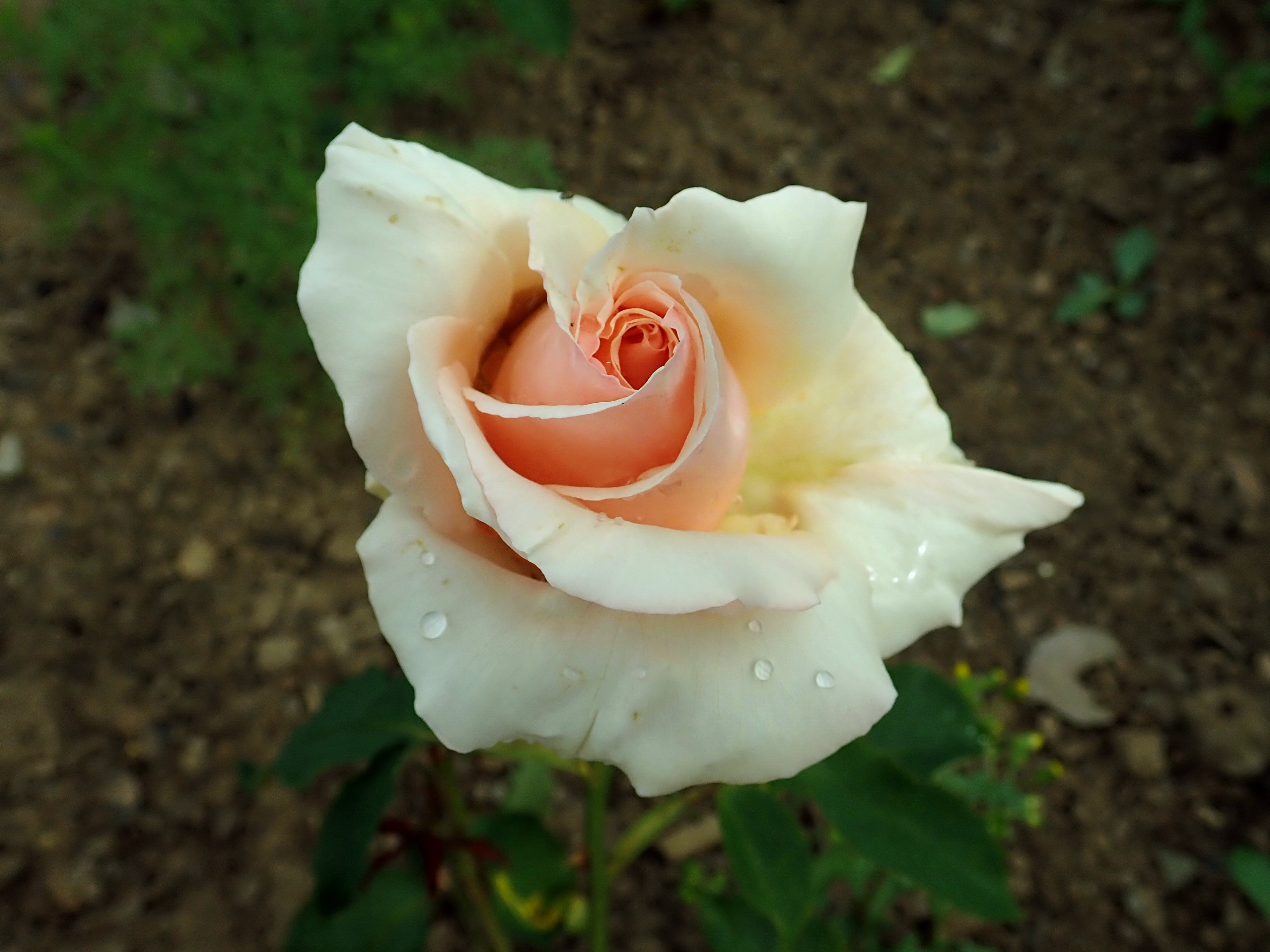
Rose 'Triolet' (1994)
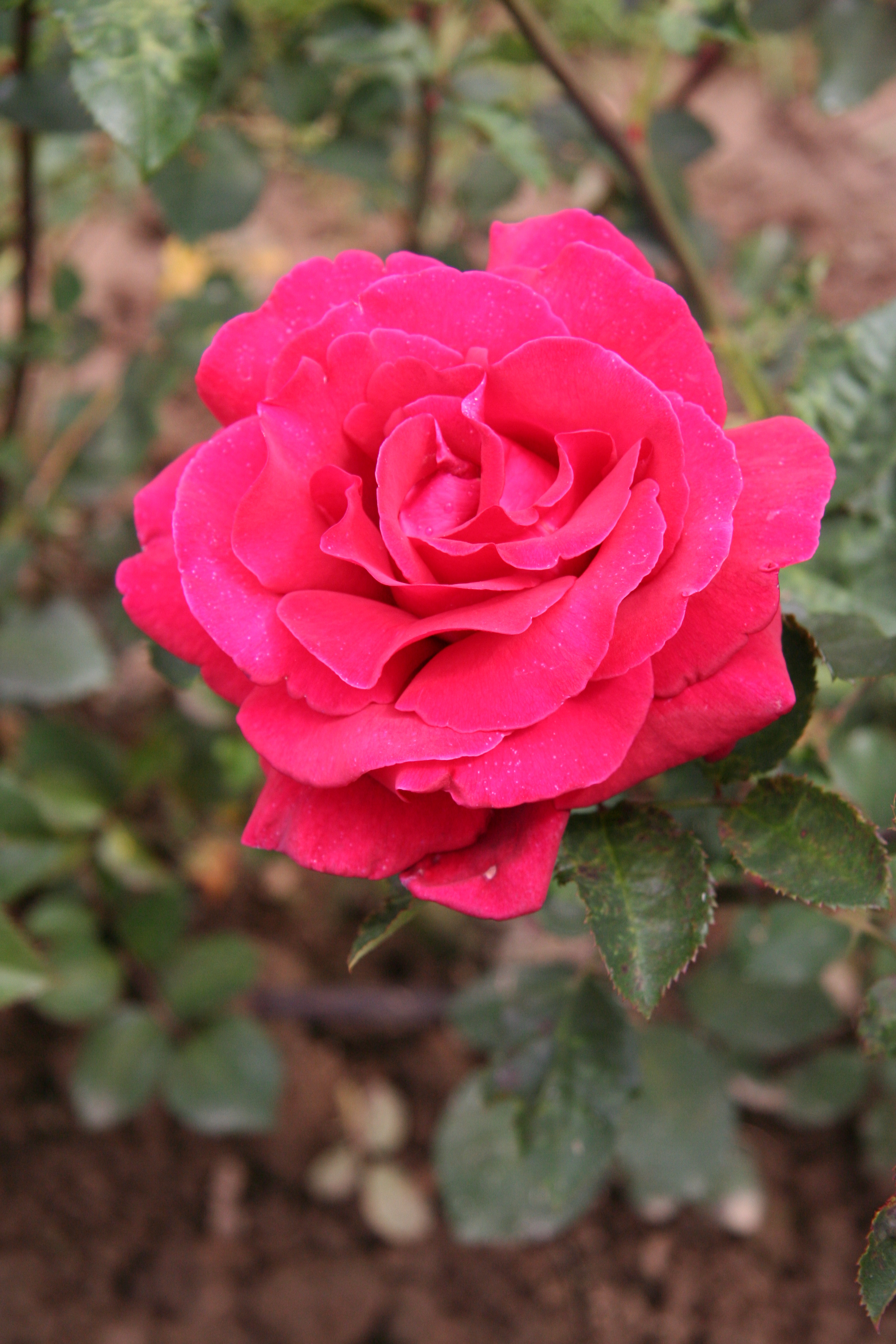
Rose 'Hacienda' (1998)
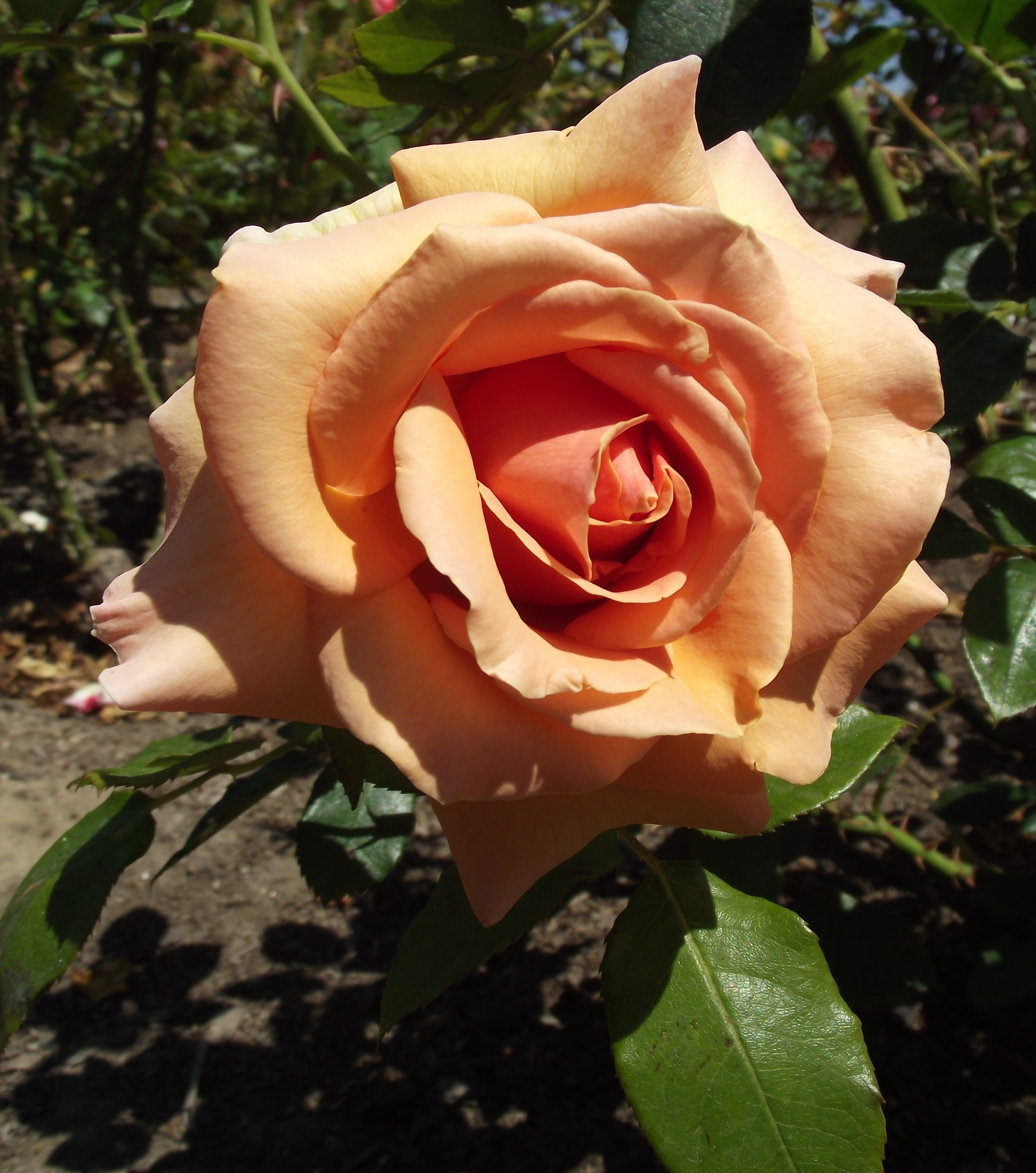
Rose 'Over the Moon' (2005)